# Pierre Moerlen's Gong
Pierre Moerlen's Gong — рок-група, трансформувалася з оригінального складу Gong після того, як групу покинув її засновник Девід Аллен.
У 1972 році місце за барабанами «Гонгу» зайняв П'єр Мерлен — випускник Страсбурзькій консерваторії. З його участю були випущені диски: «Angel's Egg», «You», «Shamal». Після того, як засновник групи покинув її, контроль над колективом поступово переходить до Мерліна. Під його впливом Гонг трансформується до виконання архітектурно-стрункого джаз-року з розгорнутою ударною секцією. Ще під назвою «Гонг» виходить два диски «Gazeuse» і «Expresso II», які фактично є першими роботами групи П'єра Мерліна. У цей період в групі працюють такі зірки рок-сцени, як Майк Олдфілд, Аллан Холдсворд, Мік Тейлор, Дідьє Локвуд, Даррен Вей, Стів Уїнвуд — імена яких є символами епохи.
Назву «Pierre Moerlen's Gong» колектив отримав в кінці 70-х років, при переході з фірми Virgin на фірму Arista Records. Випустивши ще кілька альбомів, в 1981 році група була розпущена через серйозні проблеми з менеджментом.
Проте в другій половині 80-х Мерлен робить спробу відновити колектив, що привело до виникнення «проекту» Pierre Moerlen's Gong. в. Фактично цією назвою позначалося кілька різних груп, які за участю Мерліна виконували його музику. Російський варіант виник на початку 2001 року для разового виступу на фестивалі SKIF. Двоє його учасників Михайло Огородов і Олексій Плещунов рік потому увійшли в групу, яка записала останній прижиттєвий альбом П'єра Мерліна Pentanine, який також був підписаний назвою Pierre Moerlen's Gong.

## Дискографія
- 1976: Gazeuse! (Expresso in the USA)
- 1978: ExpressoII
- 1979: Downwind
- 1979: Time Is the Key
- 1980: Pierre Moerlen's Gong Live
- 1981: Leave It Open
- 1986: Breakthrough
- 1988: Second Wind
- 2002: Pentanine